# 랴홉스키 제도

랴홉스키 제도 또는 랴홉스키예 제도(러시아어: Ляховские острова)는 노보시비르스크 제도의 남쪽에 위치한 섬들의 무리이다. 안주 제도의 사니코프 해협에서는 50km, 드미트리랍테프 해협에서는 60km 떨어져 있다.
- 볼쇼이랴홉스키섬 (Большой Ляховский) 4,600 km2
- 말리랴홉스키섬 (Малый Ляховский) 1,325 km2

다른 섬들은 스톨보보이 섬과 세묘놉스키 섬이다.
랴호프 제도는 1773년에 이곳을 방문한 이반 랴홉스키의 이름을 따서 붙여졌다.